# San Cugat del Vallés
San Cugat del Vallés (oficialmente en catalán: Sant Cugat del Vallès) es un municipio español situado en la comarca del Vallés Occidental, en la provincia de Barcelona, comunidad autónoma de Cataluña. Está distinguida como Vila Florida.
Tiene 98 621 habitantes (INE a 1 de enero de 2024), con una densidad de 2041 hab./km², y es el tercer municipio más poblado del Vallés Occidental después de Tarrasa y Sabadell, las dos capitales comarcales, y el octavo más poblado de la provincia de Barcelona.

## Símbolos
El escudo heráldico que representa al municipio fue aprobado el 27 de abril de 2001 con el siguiente blasón:

«Escudo embaldosado cortado: 1.º de gules, dos llaves pasadas en sotuer con los dientes hacia arriba y mirando hacia fuera, la de oro en banda y la de argén en barra, resaltadas de un monasterio de púrpura cerrado de argén; y al 2.º, de oro, cuatro palos de gules. Por timbre una corona mural de ciudad»

Aparece en el escudo un monasterio benedictino, en representación del monasterio de Sant Cugat, principal edificación del municipio. La ciudad creció alrededor del monasterio, y tenía su propia parroquia, la de San Pedro de Octaviano, por lo que figuran las dos llaves de San Pedro tras la imagen del monasterio. Los cuatro palos de gules sobre campo de oro recuerdan los privilegios reales que fueron concedidos al lugar, como la posibilidad de celebrar ferias y un mercado semanal.
- El municipio también tiene oficializado un emblema como símbolo.[9]

## Geografía
El término municipal tiene una superficie de 48,2 km² y tiene una altura media de 124 m s. n. m.
Está muy cerca de Barcelona, a unos 5 km (desde el barrio de Les Planes), entre la sierra de Collserola y la sierra de Galliners. San Cugat limita con Barcelona, Sant Feliu de Llobregat, Molins de Rey, Castellbisbal, El Papiol, Rubí, San Quirce del Vallés y Sardañola del Vallés.
| Noroeste: Rubí                      | Norte: San Quirce del Vallés                            | Noreste: Sardañola del Vallés |
| Oeste: Rubí                         |                                                         | Este: Sardañola del Vallés    |
| Suroeste: El Papiol y Castellbisbal | Sur: Molins de Rey, Sant Feliu de Llobregat y Barcelona | Sureste: Barcelona            |

### Clima
- Temperatura media anual: 14,2 °C
- Temperatura media mes de enero: 6,7 °C
- Temperatura media mes de agosto: 23 °C
- Lluvias anuales: 600 mm

## Historia
Hacia el siglo IV, en el lugar donde hoy se encuentra el monasterio de San Cugat del Vallés, ya se encontraba una fortaleza romana, posteriormente conocida como Castrum Octavianum, que protegía el cruce de la Vía Augusta con la vía de Egara (Tarrasa) a Barcino (Barcelona). La tradición cristiana sitúa en este lugar donde, en el año 313, fue martirizado Cucuphas (Cucufato, Cugat en catalán), venido de África para predicar la fe cristiana en territorio romano. La construcción del monasterio en el siglo IX contribuyó al crecimiento del pueblo durante la Edad Media. A principios del siglo XX, la llegada del ferrocarril (en 1917) indujo que el pueblo cambiara su carácter rural por uno más urbano y estival, con la creación de varios núcleos de casas de veraneo. Durante la República, entre 1936 y 1939, el nombre oficial de la población fue Pins del Vallés.
Tras la Transición española, el municipio acogió varias instituciones importantes, como los estudios de Televisión Española en Cataluña, la sede del C.A.R. (Centro de Alto Rendimiento), en el que se entrenan deportistas de élite, y la sede del Archivo Nacional de Cataluña.
Como otras poblaciones de Cataluña, San Cugat del Vallés tiene una peña de castellers propios, els Gausacs.

## Demografía
San Cugat del Vallés cuenta con una población de 98 621 habitantes (INE 2024).
| Gráfica de evolución demográfica de San Cugat del Vallés entre 1842 y 2021 |
| |
| Población de derecho según los censos de población del INE Población de hecho según los censos de población del INEEn estos censos se denominaba San Cugat del Vallés: 1842, 1857, 1860, 1877, 1887, 1897, 1900, 1910, 1920, 1930, 1940, 1950, 1960, 1970 y 1981 |

En la primera década del siglo XXI San Cugat ha crecido cerca de 30 000 habitantes. En el año 2000 contaba con 52 654 habitantes empadronados, mientras que en 2010 su población es de 81 901 habitantes, 11 600 de ellos extranjeros.
La población española creció, pero al mismo tiempo la población de nacionalidad extranjera también creció notablemente. En el 2000 representaba el 4,4 % de su población y en 2012 el 13,3 %. De estos 11 070 extranjeros el 46 % es procedente de América Latina.
| Bolivia         | 9,7 % |
| Ecuador         | 9,2 % |
| Francia         | 8,6 % |
| Italia          | 7,9 % |
| Alemania        | 6,7 % |
| Marruecos       | 5,1 % |
| Reino Unido     | 4,8 % |
| Colombia        | 3,8 % |
| Argentina       | 3,4%  |
| Paraguay        | 3,1 % |
| Perú            | 2,6 % |
| Resto del mundo | 35 %  |

### Distritos

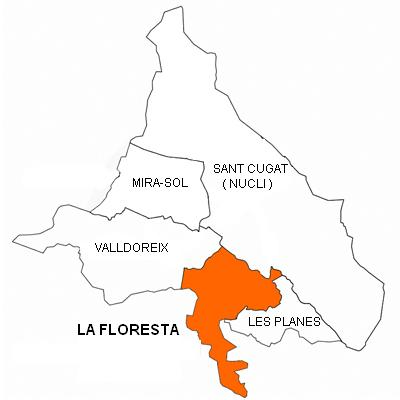
Barrios de San Cugat del Vallés

San Cugat del Vallés está formado por cinco distritos. San Cugat núcleo, Mirasol, Valldoreix, La Floresta y Las Planas.
El distrito de Las Planas está dividido en dos, una parte perteneciente a San Cugat y la otra a Barcelona, al distrito de Sarriá-Sant Gervasi.
Lista de población por distritos:
| Distrito         | Habitantes (2024) |
| ---------------- | ----------------- |
| San Cugat núcleo | 65 498            |
| Mirasol          | 17 767            |
| Las Planas       | 1454              |
| La Floresta      | 5005              |
| Valldoreix       | 8925              |

## Monumentos y lugares de interés
- Alzina de Sant Medir
- Plaza Octavià
- Archivo Nacional de Catalunya
- Casa Armet. Modernista. Año 1898
- Casa Lluch. Modernista. Año 1906

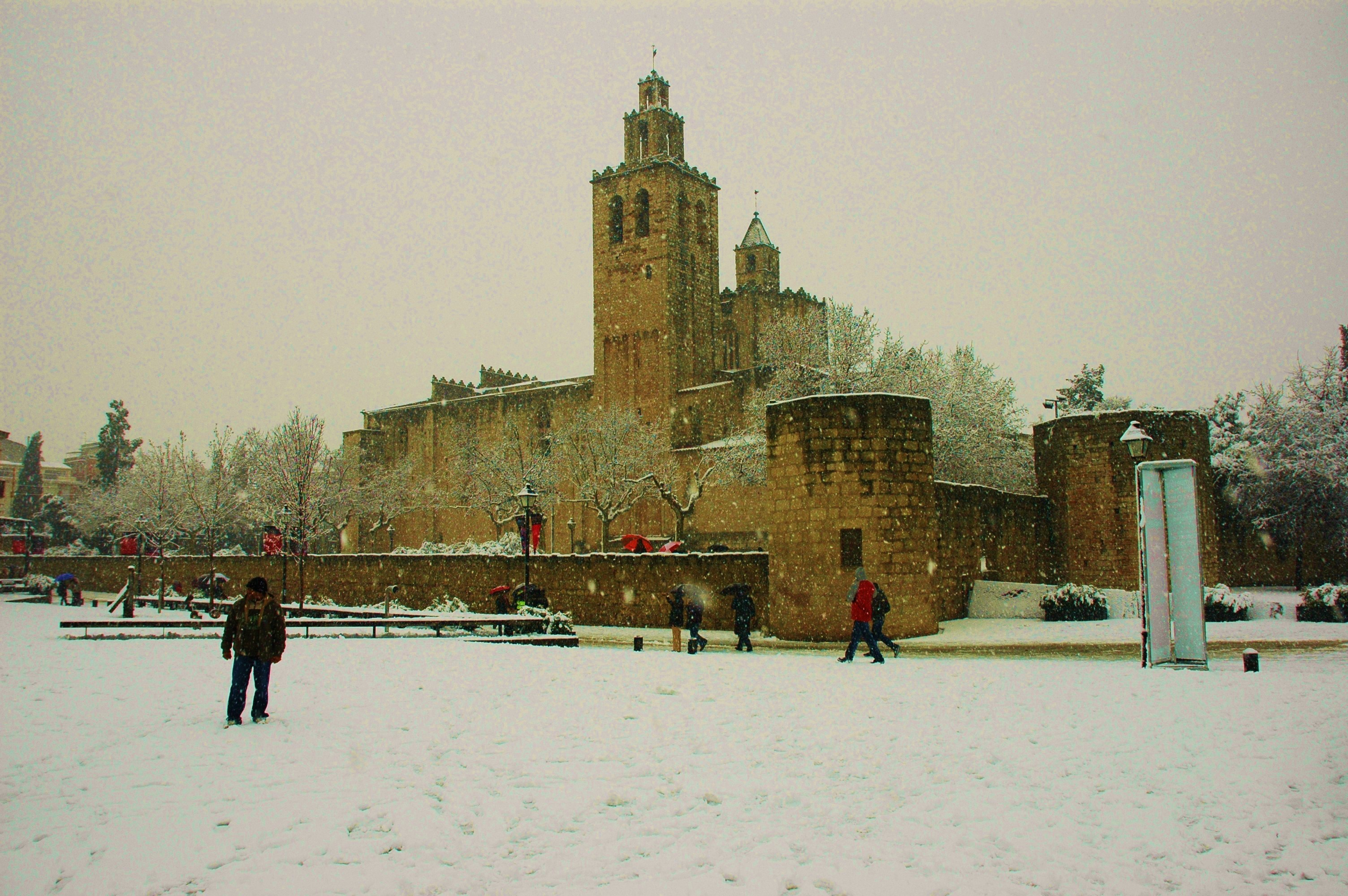
Monasterio de Sant Cugat durante la nevada de 2010

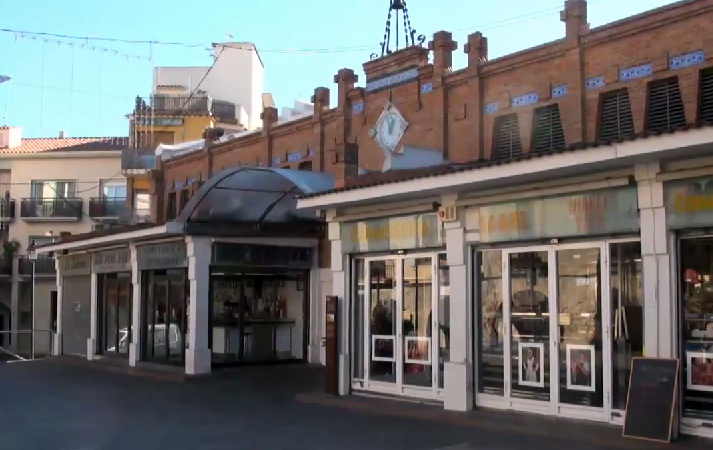
Exterior del mercado de Sant Pere

- Casa Generalife. Torre modernista del año 1919
- Ermita de Sant Medir. Románico. Siglo X
- Ermita de Sant Adjutori. Románico. Siglo X
- Hospital General de Cataluña.
- Mercado de San Pedro. Modernista. Año 1911
- Monasterio de Sant Cugat. Románico. Siglo IX
- Pi d'en Xandri. Pino piñonero monumental con más de 230 años
- Puente de Can Vernet. Gótico. Siglo XIV
- Torre negra. Románica. Siglo XII

## Economía
El Ayuntamiento de Sant Cugat del Vallés a 31/12/2014 poseía una deuda de 63 929 682,76 €.
La deuda a 31/12/2009 ascendía a 68 432 789,05 €, mientras que en 2011 ascendía a 77 481 754,89 €, el máximo a que llegó durante la crisis económica.
El periodo medio de pago del Ayuntamiento en octubre de 2015 fue de 22,85 días.
Sant Cugat cuenta con grandes empresas dentro de su municipio como TVE Cataluña, Banco Sabadell, Hewlett-Packard, Catalana Occidente, Adidas, Nespresso y las farmacéuticas Boehringer Ingelheim, Ferrer y Hoffmann-La Roche, más conocida como Roche, así como la sede social de Grifols.
El sector norte es donde se encuentran la mayoría de empresas de San Cugat, ya que está constituido como parque empresarial Can Sant Joan.
También cuenta con zonas industriales como Can Magí o Can Calopa, aunque no son comparables a los grandes y extensos polígonos industriales de Rubí, Sabadell o Tarrasa.
San Cugat junto a sus ciudades vecinas Rubí y Sardañola del Vallés forman el denominado Catalonia Innovation Triangle (CIT).
Las tres ciudades se unieron en un proyecto para señalizar de manera conjunta y unificada los polígonos industriales y las zonas de actividad económica de las tres localidades.
Se trabaja de forma conjunta en estos municipios para mejorar el acceso, la promoción y el desarrollo económico de esta zona del Vallés Occidental, que cuenta con 26 polígonos industriales y unas 10 000 empresas.
San Cugat cuenta con un parque empresarial de 2700 empresas y más de 50 000 lugares de trabajo.

## Administración y política

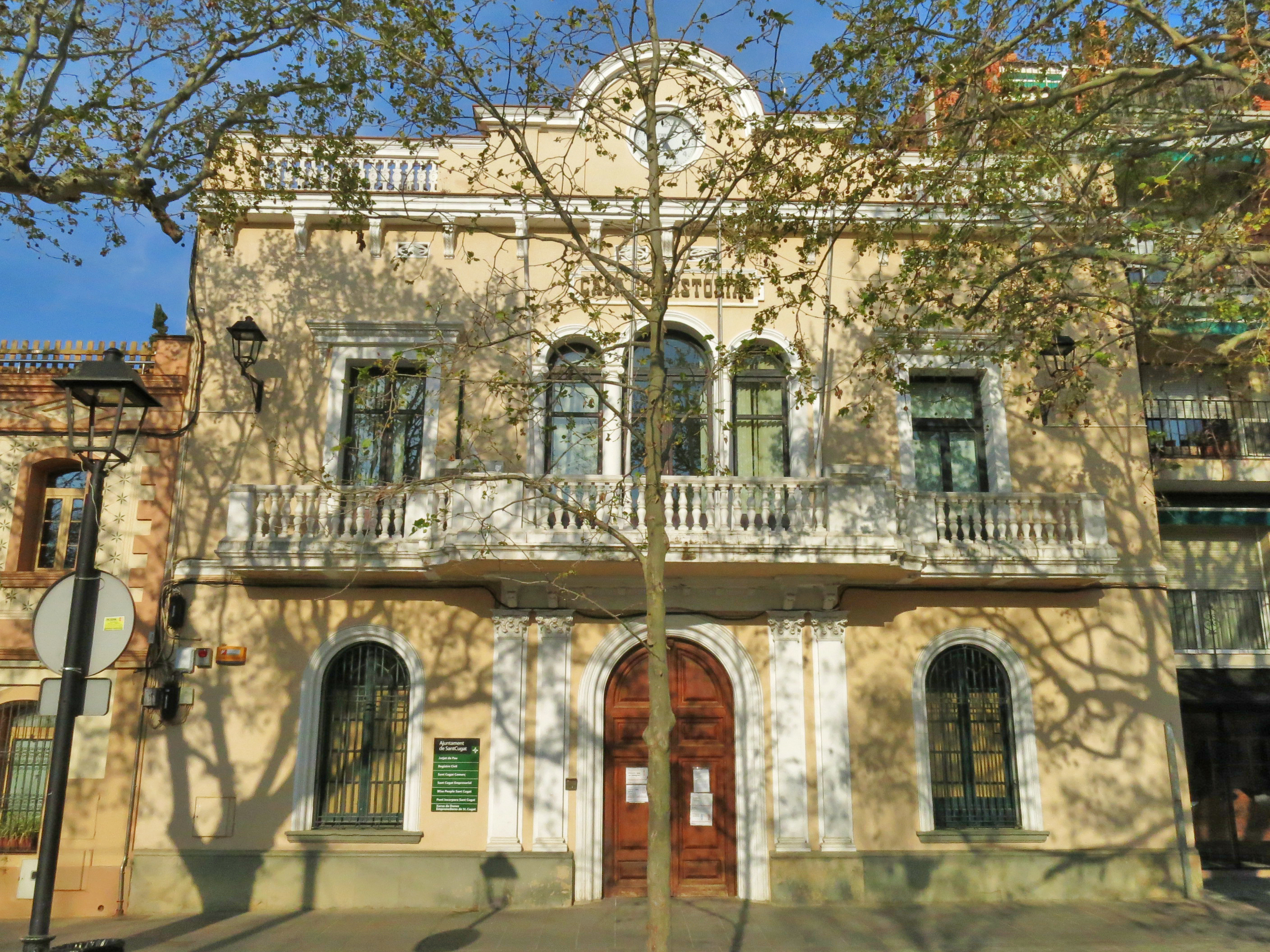
Ayuntamiento de San Cugat

| Periodo   | Nombre                          | Partido | Partido                                    |
| --------- | ------------------------------- | ------- | ------------------------------------------ |
| 1979–1983 | Àngel Casas i Boladeras         |         | Partit dels Socialistes de Catalunya (PSC) |
| 1983–1987 | Josep Oriol Nicolau i Compte    |         | Partit dels Socialistes de Catalunya (PSC) |
| 1987–1999 | Joan Aymerich i Aroca           |         | Convergència i Unió (CiU)                  |
| 1999–2010 | Lluís Miquel Recoder i Miralles |         | Convergència i Unió (CiU)                  |
| 2010–2018 | Mercè Conesa i Pagès            |         | Convergència i Unió (CiU)                  |
| 2018–2019 | Carmela Fortuny i Camarena      |         | Convergència i Unió (CiU)                  |
| 2019–2023 | Mireia Ingla i Mas              |         | Esquerra Republicana de Catalunya (ERC)    |
| 2023–act. | Josep Maria Vallès              |         | Junts per Catalunya (JxC)                  |

| Partido político                                         | 2023  | 2023   | 2023       | 2019  | 2019   | 2019       | 2015  | 2015   | 2015       | 2011  | 2011   | 2011       | 2007  | 2007   | 2007       |
| Partido político                                         | %     | Votos  | Concejales | %     | Votos  | Concejales | %     | Votos  | Concejales | %     | Votos  | Concejales | %     | Votos  | Concejales |
| Junts per Catalunya (JxC)-Convergència i Unió (CiU)      | 28,21 | 10 875 | 9          | 27,52 | 12 146 | 9          | 36,98 | 13 524 | 11         | 46,11 | 13 954 | 15         | 45,28 | 13 424 | 14         |
| Esquerra Republicana de Catalunya (ERC)                  | 12,37 | 4769   | 4          | 19,46 | 8591   | 6          | 11,21 | 4100   | 3          | 4,87  | 1474   | 0          | 8,02  | 2378   | 2          |
| Partit dels Socialistes de Catalunya (PSC)               | 11,18 | 4313   | 3          | 12,14 | 5360   | 4          | 6,47  | 2366   | 1          | 9,16  | 2773   | 2          | 14,78 | 4382   | 4          |
| Partit Popular de Catalunya (PP)                         | 10,61 | 4092   | 3          | 4,38  | 1935   | 0          | 6,25  | 2284   | 1          | 12,54 | 3795   | 4          | 8,89  | 2636   | 2          |
| Candidatura d'Unitat Popular (CUP)                       | 8,75  | 3374   | 2          | 11,03 | 4871   | 3          | 15,21 | 5561   | 4          | 7,75  | 2346   | 2          | 3,02  | 895    | 0          |
| Vox                                                      | 6,24  | 2406   | 2          | 1,95  | 864    | 0          | 1,32  | 482    | 0          | —     | —      | —          | —     | —      | —          |
| En Comú Podem (ECP)-Iniciativa per Catalunya Verds (ICV) | 5,89  | 2274   | 2          | 3,87  | 1708   | 0          | 6,21  | 2419   | 2          | 8,51  | 2575   | 3          | 11,65 | 3454   | 3          |
| Ciutadans (CS)                                           | 2,67  | 1032   | 0          | 11,75 | 5188   | 3          | 12,93 | 4727   | 3          | 2,25  | 681    | 0          | 4,28  | 1269   | 0          |

## Servicios

### Transporte

#### Ferrocarril

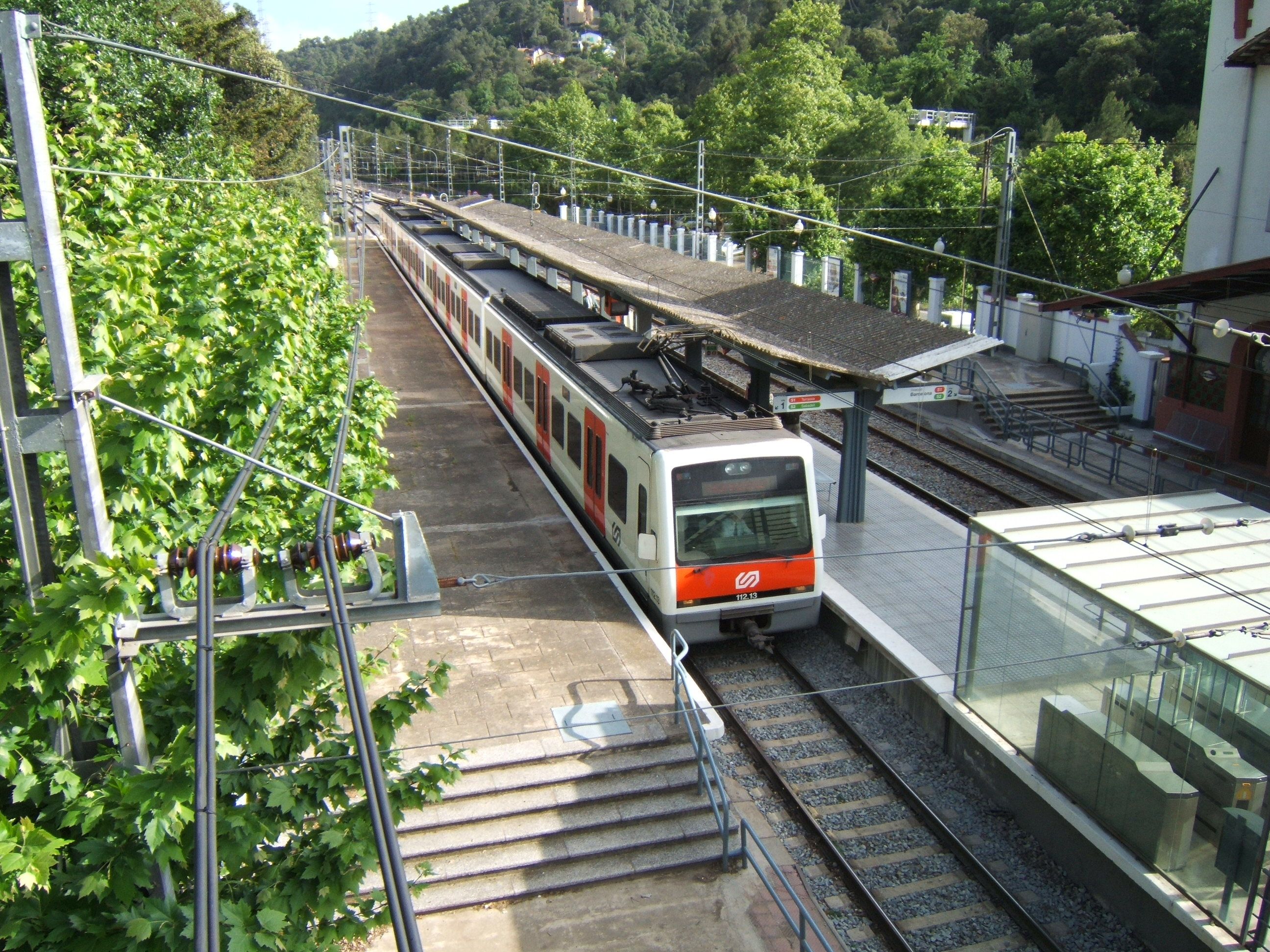
Ferrocarriles de la Generalidad de Cataluña

Ferrocarriles de la Generalidad de Cataluña Línea Barcelona-Vallés
- Barcelona-Pl. Cataluña - Tarrasa
- Barcelona-Pl. Cataluña - Sabadell

Rodalies de Catalunya operado por Renfe
- Martorell-Granollers

San Cugat cuenta con siete estaciones de la línea Barcelona-Vallés de FGC:
- La Floresta
- Valldoreix
- San Cugat Centro
- Mirasol
- Hospital General
- Volpelleres
- San Juan

Y únicamente una de Rodalies de Catalunya:
- San Cugat del Vallés

#### Autobús
San Cugat
- L1: Mirasol - Núcleo - Torrente de Ferrussons
- L2: Nucli - Colomer - Torrente de Ferrussons
- L3: Las Planas - La Floresta - Estación FGC San Cugat
- L4: La Floresta (Bus Barrio)
- L5: Las Planas (Bus Barrio)
- L6: Can San Juan - Can Magí - Can Calders
- L7: Rbla. del Celler - Coll Favá - Volpelleres - Can San Juan
- L8: Esade - Estación FGC San Cugat
- L9: Rbla. del Celler - Volpelleres - Centro Comercial
- L10: Rbla. del Celler - Can Trabal
- L11: Mirasol - Turó de Can Mates
- VDX1: FGC Valldoreix - Ruiseñor – Monmany
- VDX2: FGC Valldoreix – Colonia Montserrat - Mas Fuster – Monmany
- VDX3: FGC Valldoreix - Rbla. Verdaguer - Can Casulleres - Ruiseñor

San Cugat con otros municipios
- A4: San Cugat - Sardañola - Barcelona
- A6: San Cugat - Barcelona (por la Rabassada) - Pl. Lesseps
- B7: Rubí - San Cugat - Sardañola
- B8: San Cugat - Rubí – Tarrasa - San Quirico
- MB3: La Floresta-Molins de Rey

#### Carretera
San Cugat se encuentra atravesada por tres autopistas: la AP-7, la B-30, que circula paralela a la anterior, y la C-16, los conocidos túneles de Vallvidrera, que permiten llegar hasta el centro de Barcelona fácilmente. También está comunicada con Barcelona por la carretera de la Rabassada o la carretera de Vallvidrera.
Desde la autopista AP-7 se puede acceder por multitud de salidas, ya que rodea prácticamente todo el norte del municipio.

### Educación

#### Institutos
- IES Angeleta Ferrer i Sensat
- IES Arnau Cadell
- INS FP Sant Cugat (antiguo Leonardo da Vinci)
- IES Joaquima Pla i Farreras
- IES Centre d'Alt Rendiment Esportiu (CAR)
- IES Leonardo da Vinci (Volpelleres)

#### Escuelas

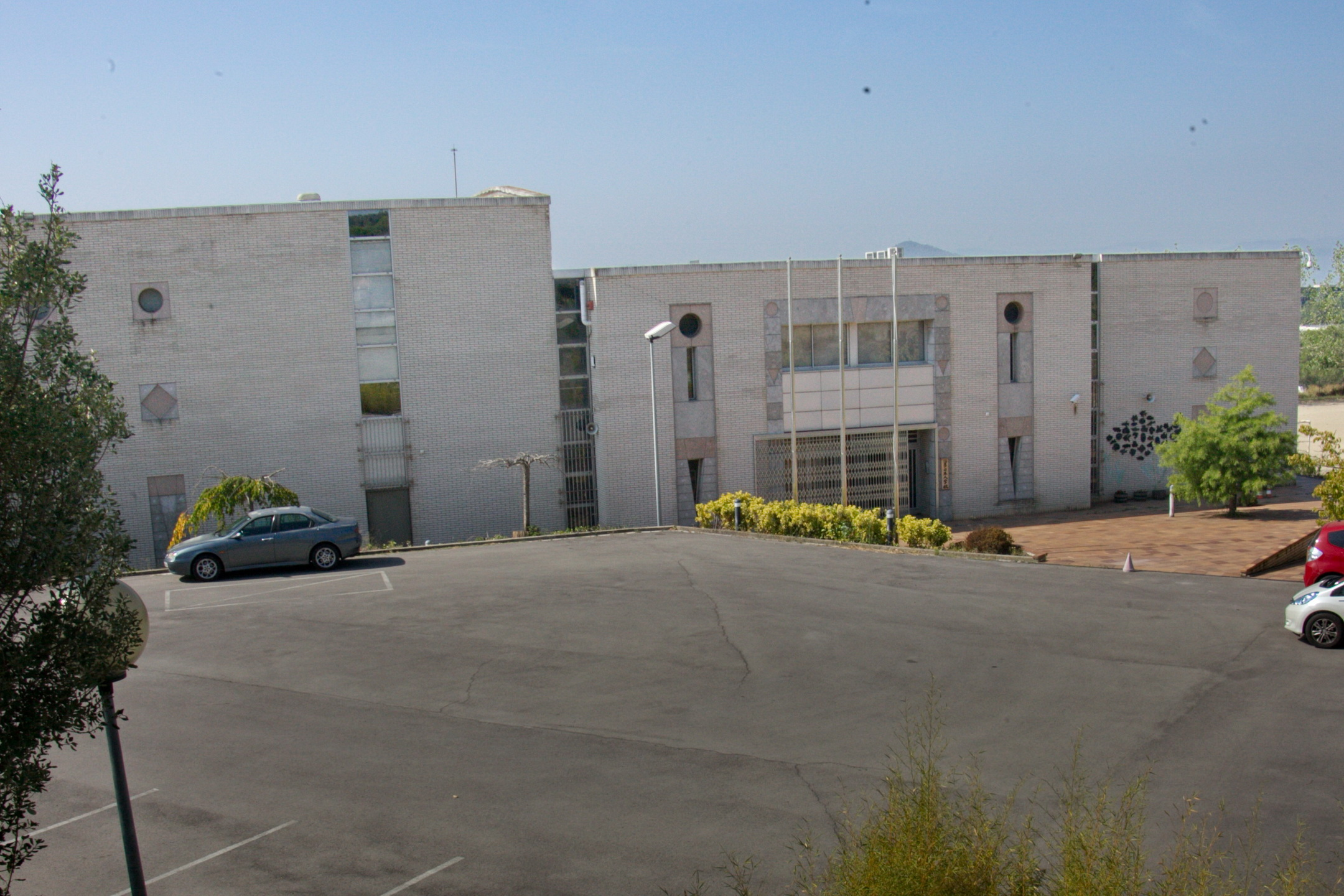
Colegio Japonés de Barcelona

Públicas (Infantil y primaria)
- CEIP Pi d'en Xandri
- CEIP Joan Maragall
- CEIP Collserola
- CEIP Pins del Vallès
- CEIP Cataluña
- CEIP Ferran i Clua
- CEIP Turó de Can Mates
- CEIP La Floresta
- CEIP L'Olivera
- CEIP Gerbert d'Orlhac
- CEIP Ciutat d'Alba
- CEIP La Mirada

Privadas concertadas (Infantil, primaria y secundaria)
- Avenç
- Thau
- Santa Isabel
- Pureza de María
- Pinar de Nuestra Señora
- La Farga
- Viaró Global School

Privadas (infantil, primaria y secundaria)
- Àgora Sant Cugat International School
- European International School of Barcelona
- Colegio Japonés de Barcelona

Públicas (Escuela de idiomas)
- Escuela Oficial de Idiomas (EOI) de San Cugat del Vallés

A tiempo parcial
- La Hoshuko Barcelona Educación Japonesa/Escuela de Educación Japonesa en Barcelona (バルセロナ補習校 Baruserona Hoshūkō), una escuela japonesa a tiempo parcial, lleva a cabo sus clases en el edificio del Colegio Japonés de Barcelona.[16]

#### Universidades
- Universitat Internacional de Catalunya Campus Sant Cugat
- Escola Tècnica Superior d'Arquitectura del Vallès ETSAV - UPC
- ESADE Business School Campus de San Cugat
- Escuelas Universitarias Gimbernat y Tomàs Cerdà Campus de San Cugat

## Ciudades hermanadas
San Cugat del Vallés está hermanada con:
- Alba, Italia[17]
- La Haba, España[18]
- Barrio de Aargub, campos de refugiados de Villa Cisneros (Argelia)[19]